# Neostenanthera
Neostenanthera là chi thực vật có hoa trong họ Annonaceae.